# Estado miembro de las Naciones Unidas

Mapa de los Estados miembros de ONU en celeste con sus territorios reconocidos, incluidos los dependientes.

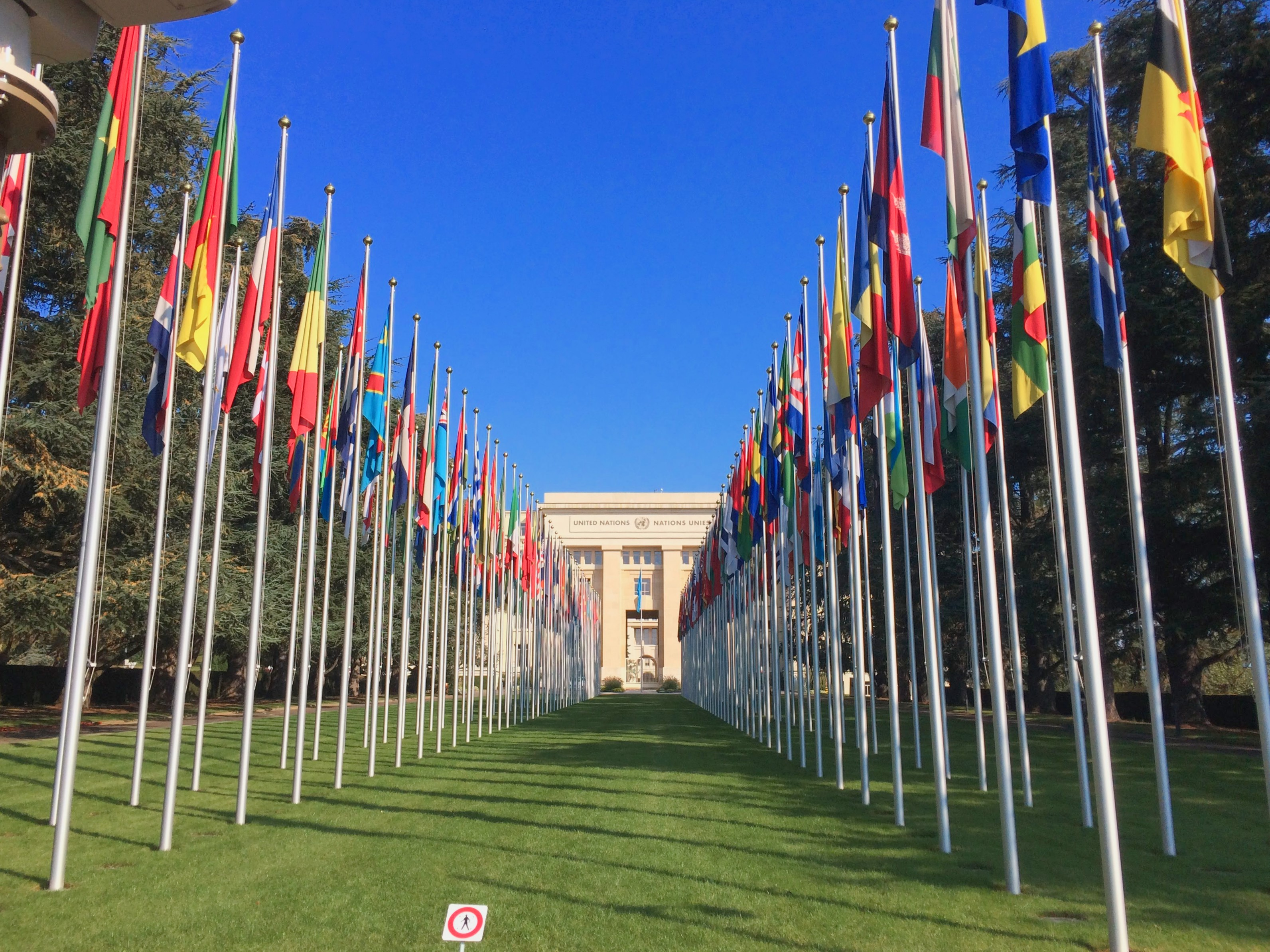
Banderas de los 193 Estados miembros de las Naciones Unidas, frente al Palacio de las Naciones (Ginebra). En 2015 se incluyeron las de los dos Estados observadores no miembros (la Santa Sede y el Estado de Palestina).

En la Organización de las Naciones Unidas (ONU), el término Estado miembro se aplica a los países soberanos que gozan del derecho de voz y voto en la Asamblea General de las Naciones Unidas. Desde el 14 de julio de 2011, con la admisión de la República de Sudán del Sur, dicho organismo lo integran 193 Estados soberanos, de los 197 reconocidos. Todos estos países tienen un embajador permanente en la sede de la ONU en Nueva York.
En principio, únicamente los Estados soberanos pueden convertirse en miembros de la ONU y actualmente todos los que la componen lo son. Aunque cinco miembros no eran soberanos cuando se unieron (a saber, Bielorrusia, Filipinas, la India, Nueva Zelanda y Ucrania), posteriormente se independizaron entre 1946 y 1991. Debido a que el capítulo II de la Carta de las Naciones Unidas establece que la admisión de un miembro de derecho pleno requiere la aprobación del Consejo de Seguridad y la Asamblea General, varios Estados que se consideran soberanos según la Convención de Montevideo no han pasado a integrar la organización. Esto se debe a que la ONU no considera que tienen soberanía, debido principalmente a la falta de reconocimiento internacional o el veto de uno de los miembros permanentes del Consejo de Seguridad.
Aparte de los Estados miembros, la ONU también invita a los Estados no miembros a ocupar el puesto de observadores permanentes en la Asamblea General —actualmente dos: la Santa Sede y Palestina—, lo que les da derecho a voz pero sin voto en las reuniones. Los observadores permanentes son generalmente organismos internacionales o especializados, como la Unesco y la Unicef, y entidades cuya condición de Estado o soberanía no está definida con precisión.

## Admisión de nuevos Estados miembros

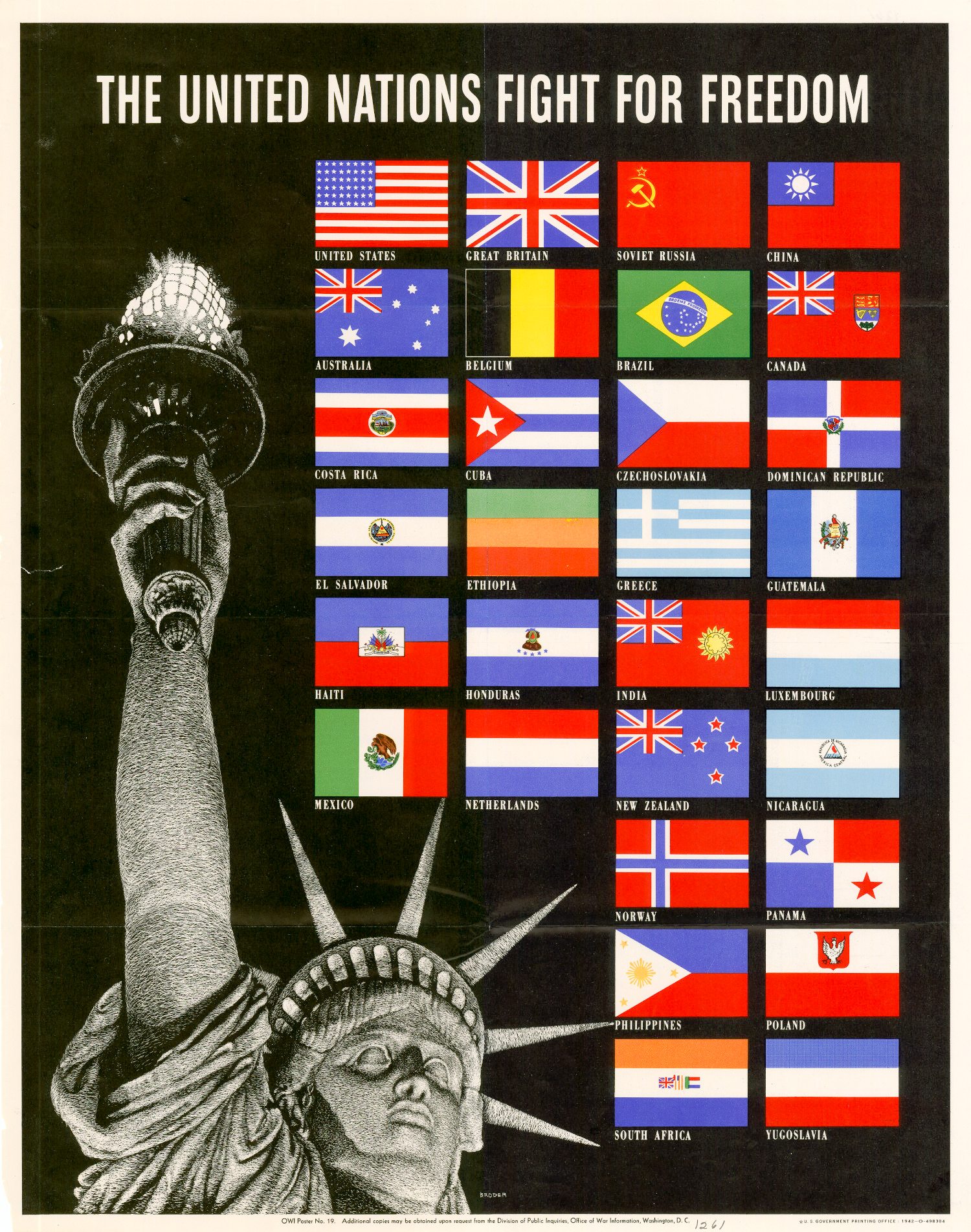
Los signatarios de la Declaración de las Naciones Unidas de 1942 también participaron en la elaboración de la Carta de las Naciones Unidas de 1945. Todos recibieron el tratamiento de «miembros originarios».

Según el artículo 3 de la Carta de las Naciones Unidas de 1945, los países participantes de la Conferencia de las Naciones Unidas sobre Organización Internacional o los que firmaron la Declaración de las Naciones Unidas de 1942 y que suscribieron y ratificaron aquel tratado internacional, de conformidad con el artículo 110, obtuvieron la calidad de miembros fundadores u originarios. En cuanto a los nuevos miembros, el artículo 4 establece los siguientes criterios para la admisión:

1. Podrán ser miembros de las Naciones Unidas todos los demás Estados amantes de la paz que acepten las obligaciones consignadas en esta Carta y que, a juicio de la organización, estén capacitados para cumplir dichas obligaciones y se hallen dispuestos a hacerlo.
2. La admisión de tales Estados como miembros de las Naciones Unidas se efectuará por decisión de la Asamblea General a recomendación del Consejo de Seguridad.

Dicha recomendación requiere de los votos afirmativos de al menos nueve de los quince miembros del Consejo de Seguridad y no haber sido vetada por alguno de los cinco miembros permanentes. Posteriormente, se envía la solicitud a la Asamblea General para su revisión, la cual requiere el apoyo de una mayoría votante de dos tercios. La admisión es efectiva el mismo día que se aprueba la resolución. La ONU se limita a «admitir nuevos Estados como miembros o aceptar las credenciales de los representantes de un nuevo Gobierno», por lo que no está entre sus competencias el reconocimiento de un nuevo Estado al ser una atribución exclusiva de los países.

## Miembros fundadores

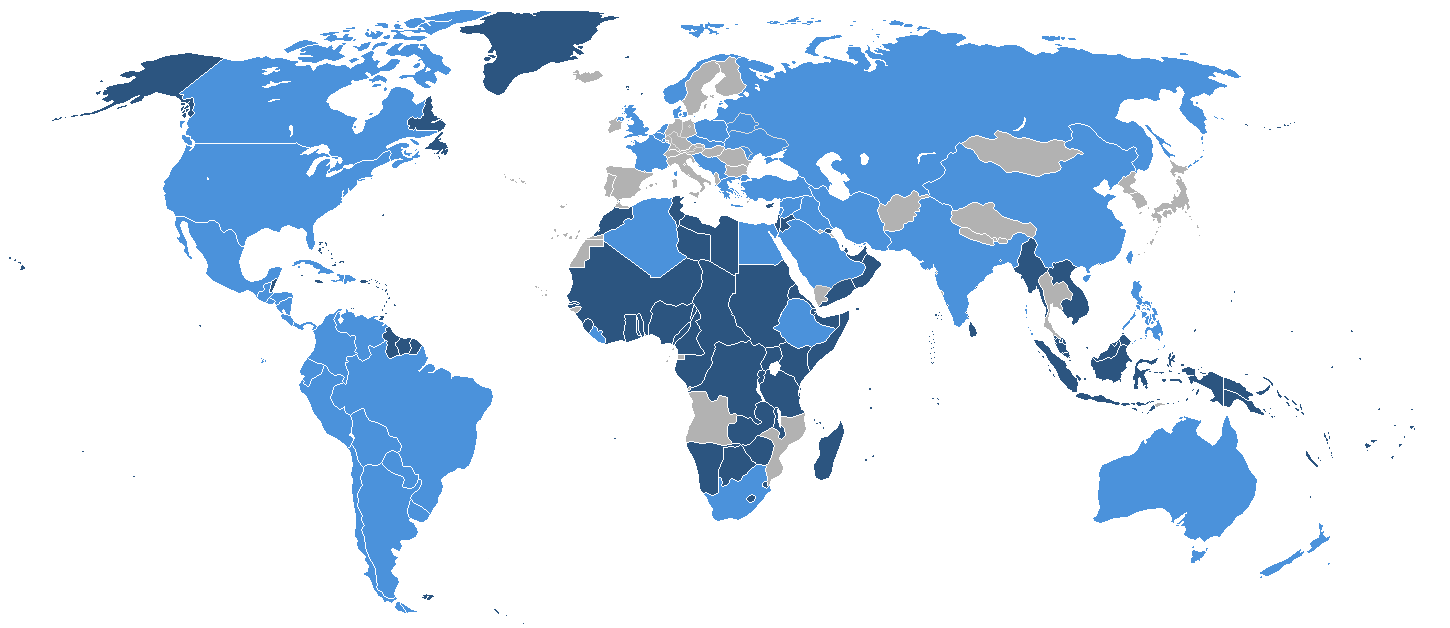
Las Naciones Unidas en 1945, después de la Segunda Guerra Mundial.
Miembros fundadores
Protectorados y territorios de los miembros fundadores

Mapa en el que se muestran los Estados miembros de la ONU de acuerdo a su fecha de admisión.
1945 (miembros fundadores)
1946-1959
1960-1989
1990-actualidad
Observadores no miembros

El 26 de junio de 1945, cincuenta países firmaron la Carta de las Naciones Unidas en la última sesión de la Conferencia de San Francisco; Polonia, que no había enviado representantes a la reunión porque carecía de Gobierno reconocido en aquel momento, la suscribió el 15 de octubre. De acuerdo con el artículo 110, la Carta entró en vigor el 24 de octubre con la ratificación de los cinco miembros permanentes del Consejo de Seguridad —la República de China, los Estados Unidos de América, la República Francesa, el Reino Unido de Gran Bretaña e Irlanda del Norte y la Unión Soviética— y la mayoría de los participantes de la conferencia. La fecha es considerada como el nacimiento oficial de la Organización de las Naciones Unidas (ONU), que sustituyó a la Sociedad de las Naciones al año siguiente. El resto de signatarios, veintidós países, depositaron posteriormente sus instrumentos de ratificación; el último país que lo envió fue Bélgica, el 27 de diciembre.
Los países firmantes de la Carta, que adquirieron la calidad de miembros fundadores u originarios según el artículo 3, fueron: la República de China, los Estados Unidos, Francia, el Reino Unido, la Unión Soviética, Arabia Saudita, Argentina, Australia, Bélgica, Bolivia, Brasil, Bielorrusia, Canadá, Checoslovaquia, Chile, Colombia, Costa Rica, Cuba, Dinamarca, Ecuador, Egipto, El Salvador, Etiopía, Filipinas, Grecia, Guatemala, Haití, Honduras, la India, Irak, Irán, el Líbano, Liberia, Luxemburgo, México, Nueva Zelanda, Nicaragua, Noruega, los Países Bajos, Panamá, Paraguay, Perú, Polonia, la República Dominicana, Siria, Sudáfrica, Turquía, Ucrania, Uruguay, Venezuela y Yugoslavia. Entre estos, cuarenta y nueve siguen siendo miembros de la ONU o continuaron a través de un Estado sucesor; por ejemplo, la Federación de Rusia continuó la membresía de la Unión de Repúblicas Socialistas Soviéticas después de su desintegración. Dos miembros originarios —Checoslovaquia y Yugoslavia— se disolvieron y sus puestos en la ONU no fueron relevados por ningún Estado sucesor desde 1992. En el momento de la fundación de las Naciones Unidas, el puesto de China estaba en manos de la República de China (conocida como Taiwán), pero, como resultado de la resolución 2758 de la Asamblea General de 1971, actualmente pertenece a la República Popular China.
Algunos de los miembros originarios no eran soberanos cuando ratificaron el tratado y solo obtuvieron la independencia más tarde:
- Bielorrusia —entonces República Socialista Soviética de Bielorrusia— y Ucrania —República Socialista Soviética de Ucrania— eran repúblicas constituyentes de la Unión Soviética, que obtuvieron la independencia en 1991. Esta particularidad permitió que la Unión Soviética tuviera tres votos en la ONU.[18]
- La India, cuyo territorio en ese momento —antes de la división del dominio colonial— también incluía los territorios actuales de Pakistán y Bangladés, estaba bajo la administración directa del Reino Unido, en una estructura política llamada «Imperio indio». Se independizó en 1947.
- Filipinas —entonces Mancomunidad Filipina— era un protectorado temporal de los Estados Unidos cuya independencia se demoró hasta 1946.
- Nueva Zelanda, una entidad política semiautónoma que gozaba de soberanía de facto en ese momento, «obtuvo [la] capacidad plena para entablar relaciones con otros Estados en 1947 cuando se aprobó la Ley de Adopción del Estatuto de Westminster. Esto ocurrió dieciséis años después de que en 1931 el Parlamento británico aprobara la Ley del Estatuto de Westminster, que reconoció la autonomía de Nueva Zelanda. Si se juzga por los criterios de la Convención de Montevideo, Nueva Zelanda no logró la completa categoría de Estado de iure hasta 1947».[19] Otros dominios británicos, como Australia, Canadá y Sudáfrica, habían logrado esta independencia legislativa antes de 1945, por lo que, aunque conservaron al monarca del Reino Unido como su jefe de Estado —excepto Sudáfrica cuando se convirtió en república en 1961—, en la práctica ya eran países independientes.[20] Sin embargo, la ONU considera que Nueva Zelanda era independiente en 1945, cuando se formó la organización.[17]

También está el caso de dos antiguos mandatos de la Sociedad de las Naciones —el Líbano y Siria—, que en 1945 permanecían ocupados militarmente por Francia. Esto generó cuestionamientos sobre el estatus de ambos países en la Conferencia de San Francisco, debido a que el Gobierno francés se seguía considerando potencia administradora de estos mandatos, a pesar de que expiraron oficialmente en 1943. Con la ratificación de la Carta, la soberanía de iure del Líbano y Siria fue reconocida automáticamente, aunque tuvieron que esperar a la salida de las tropas francesas al siguiente año para alcanzar la independencia de facto.

## Miembros actuales
La ONU utiliza las designaciones oficiales de los Estados miembros en orden alfabético en inglés para determinar la disposición de los asientos de las sesiones de la Asamblea General, donde se realiza un sorteo cada año para seleccionar un Estado miembro como punto de partida. Varios países utilizan sus nombres completos en sus designaciones oficiales y, por ende, están desordenados en comparación a sus denominaciones comunes: por ejemplo, la República Popular Democrática de Corea (Democratic People's Republic of Korea), la República Democrática del Congo (Democratic Republic of the Congo), la República de Corea (Republic of Korea), la República de Moldova (Republic of Moldova) y la República Unida de Tanzanía (United Republic of Tanzania). Hasta 2019, Macedonia del Norte estaba incluida en la lista como «Antigua República Yugoslava de Macedonia» (The former Yugoslav Republic of Macedonia), una denominación provisional utilizada para todos los propósitos dentro de las Naciones Unidas y asignada en inglés en la letra t.
A continuación, se presenta la lista de los miembros actuales ordenados por nombre común y nombre corto UNTERM si aplica, así como sus fechas de admisión. Se marca con un fondo azul a los miembros fundadores de la ONU que actualmente forman parte de esta o que ostentan la categoría de sucesor. También se incluyen las resoluciones del Consejo de Seguridad (RCS) y de la Asamblea General (RAG) por las que se aprobaron las correspondientes solicitudes de admisión.

| Estado miembro | Denominación UNTERM                             | Fecha de admisión        | Notas |
| --- | ----------------------------------------------- | ------------------------ | --- |
| Afganistán | Afganistán                                      | 19 de noviembre de 1946  | Admisión: RCS 8 y RAG 34. Naciones Unidas no ha aceptado representantes del Emirato Islámico de Afganistán, que rige de facto sobre el país desde la toma del poder tras la caída de la República Islámica de Afganistán. El 1 de diciembre de 2021, el Comité de Credenciales de la Asamblea General, conformado por nueve países, aprobó el aplazamiento de la decisión de permitir que el régimen de los talibanes represente a Afganistán en la ONU. El 15 de febrero de 2022, se publicó una lista actualizada de autoridades de los Estados miembros que suprimió los nombres de los funcionarios de la Administración Ghani. El Comité de Credenciales nuevamente aplazó la decisión el 12 de diciembre de 2022 y el 6 de diciembre de 2023. Desde 2024, los derechos de voto de Afganistán en la Asamblea General están suspendidos debido al impago de cuotas. Actualmente con una misión de asistencia. |
| Albania | Albania                                         | 14 de diciembre de 1955  | Admisión: RCS 109 y RAG 995. |
| Alemania | Alemania                                        | 18 de septiembre de 1973 | Miembro anterior: República Democrática Alemana. Ingreso de Alemania Occidental y Alemania Oriental aprobado por la RCS 335 y la RAG 3050. |
| Andorra | Andorra                                         | 28 de julio de 1993      | Admisión: RCS 848 y RAG 47/232. |
| Angola | Angola                                          | 1 de diciembre de 1976   | Admisión: RCS 397 y RAG 31/44. |
| Antigua y Barbuda | Antigua y Barbuda                               | 11 de noviembre de 1981  | Admisión: RCS 492 y RAG 36/26. |
| Arabia Saudita | Arabia Saudita                                  | 24 de octubre de 1945    | |
| Argelia | Argelia                                         | 8 de octubre de 1962     | Admisión: RCS 176 y RAG 1754. |
| Argentina | Argentina                                       | 24 de octubre de 1945    | |
| Armenia | Armenia                                         | 2 de marzo de 1992       | Miembro anterior: Unión de Repúblicas Socialistas Soviéticas. Admisión: RCS 735 y RAG 46/227. |
| Australia | Australia                                       | 1 de noviembre de 1945   | |
| Austria | Austria                                         | 14 de diciembre de 1955  | Admisión: RCS 109 y RAG 995. |
| Azerbaiyán | Azerbaiyán                                      | 2 de marzo de 1992       | Miembro anterior: Unión de Repúblicas Socialistas Soviéticas. Admisión: RCS 742 y RAG 46/230. |
| Bahamas | Bahamas                                         | 18 de septiembre de 1973 | Admisión: RCS 336 y RAG 3051. |
| Bangladés | Bangladesh                                      | 17 de septiembre de 1974 | Admisión: RCS 351 y RAG 3203. |
| Barbados | Barbados                                        | 9 de diciembre de 1966   | Admisión: RCS 230 y RAG 2175. |
| Baréin | Bahrein                                         | 21 de septiembre de 1971 | Admisión: RCS 296 y RAG 2752. |
| Bélgica | Bélgica                                         | 27 de diciembre de 1945  | |
| Belice | Belice                                          | 25 de septiembre de 1981 | Admisión: RCS 491 y RAG 36/3. |
| Benín | Benin                                           | 20 de septiembre de 1960 | Admisión: RCS 147 y RAG 1481. |
| Bielorrusia | Belarús                                         | 24 de octubre de 1945    | Miembro anterior: República Socialista Soviética de Bielorrusia. Desde 1945 la Unión Soviética, con los votos de las repúblicas constituyentes de Bielorrusia y Ucrania, era el único país que efectivamente tenía tres asientos en las Naciones Unidas. El 25 de agosto de 1991 Bielorrusia declaró su independencia de la Unión Soviética. |
| Birmania | Myanmar                                         | 19 de abril de 1948      | Admisión: RCS 45 y RAG 188. El 1 de diciembre de 2021, el Comité de Credenciales de la Asamblea General, conformado por nueve países, aprobó el aplazamiento de la decisión de permitir que la junta militar, gobernante de facto desde el 2 de febrero de 2021, represente a Myanmar en la ONU. El Comité de Credenciales nuevamente aplazó la decisión el 12 de diciembre de 2022 y el 6 de diciembre de 2023. |
| Bolivia | Bolivia, Estado Plurinacional de                | 14 de noviembre de 1945  | |
| Bosnia y Herzegovina | Bosnia y Herzegovina                            | 22 de mayo de 1992       | Miembro anterior: Yugoslavia. Admisión: RCS 755 y RAG 46/237. |
| Botsuana | Botswana                                        | 17 de octubre de 1966    | Admisión: RCS 224 y RAG 2136. |
| Brasil | Brasil                                          | 24 de octubre de 1945    | |
| Brunéi | Brunei Darussalam                               | 21 de septiembre de 1984 | Admisión: RCS 548 y RAG 39/1. |
| Bulgaria | Bulgaria                                        | 14 de diciembre de 1955  | Admisión: RCS 109 y RAG 995. |
| Burkina Faso | Burkina Faso                                    | 20 de septiembre de 1960 | Admisión: RCS 149 y RAG 1483. |
| Burundi | Burundi                                         | 18 de septiembre de 1962 | Admisión: RCS 173 y RAG 1749. |
| Bután | Bhután                                          | 21 de septiembre de 1971 | Admisión: RCS 292 y RAG 2751. |
| Cabo Verde | Cabo Verde                                      | 16 de septiembre de 1975 | Admisión: RCS 372 y RAG 3363. |
| Camboya | Camboya                                         | 14 de diciembre de 1955  | Admisión: RCS 109 y RAG 995. |
| Camerún | Camerún                                         | 20 de septiembre de 1960 | Admisión: RCS 133 y RAG 1476. |
| Canadá | Canadá                                          | 9 de noviembre de 1945   | |
| Catar | Qatar                                           | 21 de septiembre de 1971 | Admisión: RCS 297 y RAG 2753. |
| Chad | Chad                                            | 20 de septiembre de 1960 | Admisión: RCS 151 y RAG 1485. |
| Chile | Chile                                           | 24 de octubre de 1945    | |
| China | China                                           | 24 de octubre de 1945    | Miembro anterior: República de China. El 25 de octubre de 1971, por medio de la RAG 2758, la representación de China en las Naciones Unidas fue transferida de la República de China (conocida como Taiwán) a la República Popular China. |
| Chipre | Chipre                                          | 20 de septiembre de 1960 | Admisión: RCS 155 y RAG 1489. |
| Colombia | Colombia                                        | 5 de noviembre de 1945   | |
| Comoras | Comoras                                         | 12 de noviembre de 1975  | Admisión: RCS 376 y RAG 3385. |
| Corea del Norte | República Popular Democrática de Corea          | 17 de septiembre de 1991 | Admisión: RCS 702 y RAG 46/1. |
| Corea del Sur | República de Corea                              | 17 de septiembre de 1991 | Admisión: RCS 702 y RAG 46/1. |
| Costa de Marfil | Côte d'Ivoire                                   | 20 de septiembre de 1960 | Admisión: RCS 150 y RAG 1484. |
| Costa Rica | Costa Rica                                      | 2 de noviembre de 1945   | |
| Croacia | Croacia                                         | 22 de mayo de 1992       | Miembro anterior: Yugoslavia. Admisión: RCS 753 y RAG 46/238. |
| Cuba | Cuba                                            | 24 de octubre de 1945    | |
| Dinamarca | Dinamarca                                       | 24 de octubre de 1945    | |
| Dominica | Dominica                                        | 18 de diciembre de 1978  | Admisión: RCS 442 y RAG 33/107. |
| Ecuador | Ecuador                                         | 21 de diciembre de 1945  | |
| Egipto | Egipto                                          | 24 de octubre de 1945    | Miembro anterior: República Árabe Unida. |
| El Salvador | El Salvador                                     | 24 de octubre de 1945    | |
| EAU | EAU                                             | 9 de diciembre de 1971   | Admisión: RCS 304 y RAG 2794. |
| Eritrea | Eritrea                                         | 28 de mayo de 1993       | Admisión: RCS 828 y RAG 47/230. |
| Eslovaquia | Eslovaquia                                      | 19 de enero de 1993      | Miembro anterior: Checoslovaquia. Admisión: RCS 800 y RAG 47/222. |
| Eslovenia | Eslovenia                                       | 22 de mayo de 1992       | Miembro anterior: Yugoslavia. Admisión: RCS 754 y RAG 46/236. |
| España | España                                          | 14 de diciembre de 1955  | Admisión: RCS 109 y RAG 995. |
| Estados Unidos de América | Estados Unidos de América                       | 24 de octubre de 1945    | |
| Estonia | Estonia                                         | 17 de septiembre de 1991 | Miembro anterior: Unión de Repúblicas Socialistas Soviéticas. Admisión: RCS 709 y RAG 46/4. |
| Etiopía | Etiopía                                         | 13 de noviembre de 1945  | |
| Filipinas | Filipinas                                       | 24 de octubre de 1945    | Miembro anterior: Mancomunidad Filipina. |
| Finlandia | Finlandia                                       | 14 de diciembre de 1955  | Admisión: RCS 109 y RAG 995. |
| Fiyi | Fiji                                            | 13 de octubre de 1970    | Admisión: RCS 287 y RAG 2622. |
| Francia | Francia                                         | 24 de octubre de 1945    | |
| Gabón | Gabón                                           | 20 de septiembre de 1960 | Admisión: RCS 153 y RAG 1487. |
| Gambia | Gambia, República de                            | 21 de septiembre de 1965 | Admisión: RCS 200 y RAG 2008. |
| Georgia | Georgia                                         | 31 de julio de 1992      | Miembro anterior: Unión de Repúblicas Socialistas Soviéticas. Admisión: RCS 763 y RAG 46/241. |
| Ghana | Ghana                                           | 8 de marzo de 1957       | Admisión: RCS 124 y RAG 1118. |
| Granada | Granada                                         | 17 de septiembre de 1974 | Admisión: RCS 352 y RAG 3204. |
| Grecia | Grecia                                          | 25 de octubre de 1945    | |
| Guatemala | Guatemala                                       | 21 de noviembre de 1945  | |
| Guinea | Guinea                                          | 12 de diciembre de 1958  | Admisión: RCS 131 y RAG 1325. |
| Guinea-Bisáu | Guinea-Bissau                                   | 17 de septiembre de 1974 | Admisión: RCS 356 y RAG 3205. |
| Guinea Ecuatorial | Guinea Ecuatorial                               | 12 de noviembre de 1968  | Admisión: RCS 260 y RAG 2384. |
| Guyana | Guyana                                          | 20 de septiembre de 1966 | Admisión: RCS 223 y RAG 2133. |
| Haití | Haití                                           | 24 de octubre de 1945    | |
| Honduras | Honduras                                        | 17 de diciembre de 1945  | |
| Hungría | Hungría                                         | 14 de diciembre de 1955  | Admisión: RCS 109 (aunque el Consejo de Seguridad ya lo había autorizado en la RCS 24) y RAG 995. |
| India | India                                           | 30 de octubre de 1945    | Miembro anterior: Imperio indio. |
| Indonesia | Indonesia                                       | 28 de septiembre de 1950 | Admisión: RCS 86 y RAG 491. Abandonó la ONU en 1965, pero volvió al año siguiente. |
| Irak | Iraq                                            | 21 de diciembre de 1945  | |
| Irán | Irán, República Islámica del                    | 24 de octubre de 1945    | |
| Irlanda | Irlanda                                         | 14 de diciembre de 1955  | Admisión: RCS 109 y RAG 995. |
| Islandia | Islandia                                        | 19 de noviembre de 1946  | Admisión: RCS 8 y RAG 34. |
| Islas Marshall | Islas Marshall                                  | 17 de septiembre de 1991 | Admisión: RCS 704 y RAG 46/3. |
| Islas Salomón | Islas Salomón                                   | 19 de septiembre de 1978 | Admisión: RCS 433 y RAG 33/1. |
| Israel | Israel                                          | 11 de mayo de 1949       | Admisión: RCS 69 y RAG 273. |
| Italia | Italia                                          | 14 de diciembre de 1955  | Admisión: RCS 109 (aunque el Consejo de Seguridad ya lo había autorizado en la RCS 25) y RAG 995. |
| Jamaica | Jamaica                                         | 18 de septiembre de 1962 | Admisión: RCS 174 y RAG 1750. |
| Japón | Japón                                           | 18 de diciembre de 1956  | Admisión: RCS 121 y RAG 1113. |
| Jordania | Jordania                                        | 14 de diciembre de 1955  | Admisión: RCS 109 y RAG 995. |
| Kazajistán | Kazajstán                                       | 2 de marzo de 1992       | Miembro anterior: Unión de Repúblicas Socialistas Soviéticas. Admisión: RCS 732 y RAG 46/224. |
| Kenia | Kenya                                           | 16 de diciembre de 1963  | Admisión: RCS 185 y RAG 1976. |
| Kirguistán | Kirguistán                                      | 2 de marzo de 1992       | Miembro anterior: Unión de Repúblicas Socialistas Soviéticas. Admisión: RCS 736 y RAG 46/225. |
| Kiribati | Kiribati                                        | 14 de septiembre de 1999 | Admisión: RCS 1248 y RAG 54/1. |
| Kuwait | Kuwait                                          | 14 de mayo de 1963       | Admisión: RAG 1872 (el Consejo de Seguridad unánimemente decidió enviar la recomendación sin el carácter de resolución). |
| Laos | República Democrática Popular Lao               | 14 de diciembre de 1955  | Admisión: RCS 109 y RAG 995. |
| Lesoto | Lesotho                                         | 17 de octubre de 1966    | Admisión: RCS 225 y RAG 2137. |
| Letonia | Letonia                                         | 17 de septiembre de 1991 | Miembro anterior: Unión de Repúblicas Socialistas Soviéticas. Admisión: RCS 710 y RAG 46/5. |
| Líbano | Líbano                                          | 24 de octubre de 1945    | |
| Liberia | Liberia                                         | 2 de noviembre de 1945   | |
| Libia | Libia                                           | 14 de diciembre de 1955  | Admisión: RCS 109 y RAG 995. El 12 de diciembre de 2022, el Comité de Credenciales aplazó una decisión sobre permitir que el provisional Gobierno de Estabilidad Nacional representara a Libia en la ONU, lo que permite que el Gobierno de Unidad Nacional conserve el asiento. |
| Liechtenstein | Liechtenstein                                   | 18 de septiembre de 1990 | Admisión: RCS 663 y RAG 45/1. |
| Lituania | Lituania                                        | 17 de septiembre de 1991 | Miembro anterior: Unión de Repúblicas Socialistas Soviéticas. Admisión: RCS 711 y RAG 46/6. |
| Luxemburgo | Luxemburgo                                      | 24 de octubre de 1945    | |
| Macedonia del Norte | Macedonia del Norte                             | 8 de abril de 1993       | Miembro anterior: Yugoslavia. Admisión: RCS 817 y RAG 47/225. |
| Madagascar | Madagascar                                      | 20 de septiembre de 1960 | Admisión: RCS 140 y RAG 1478. |
| Malasia | Malasia                                         | 17 de septiembre de 1957 | Miembro anterior: Federación Malaya. Admisión: RCS 125 y RAG 1134. |
| Malaui | Malawi                                          | 1 de diciembre de 1964   | Admisión: RCS 195 y avalada por la Asamblea General sin pasarla a votación. |
| Maldivas | Maldivas                                        | 21 de septiembre de 1965 | Admisión: RCS 212 y RAG 2009. |
| Mali | Mali                                            | 28 de septiembre de 1960 | Admisión: RCS 139 y 159 (debido al colapso de la Federación de Mali) y la RAG 1490. |
| Malta | Malta                                           | 1 de diciembre de 1964   | Admisión: RCS 196 y avalada por la Asamblea General sin pasarla a votación. |
| Marruecos | Marruecos                                       | 12 de noviembre de 1956  | Admisión: RCS 115 y RAG 1111. |
| Mauricio | Mauricio                                        | 24 de abril de 1968      | Admisión: RCS 249 y RAG 2371. |
| Mauritania | Mauritania                                      | 27 de octubre de 1961    | Admisión: RCS 167 y RAG 1631. Una primera solicitud de membresía fue bloqueada en noviembre de 1960 por los Estados miembros árabes que apoyaron las reclamaciones de Marruecos en Mauritania. |
| México | México                                          | 7 de noviembre de 1945   | |
| Micronesia | Micronesia, Estados Federados de                | 17 de septiembre de 1991 | Admisión: RCS 703 y RAG 46/2. |
| Moldavia | República de Moldova                            | 2 de marzo de 1992       | Miembro anterior: Unión de Repúblicas Socialistas Soviéticas. Admisión: RCS 739 y RAG 46/223. |
| Mónaco | Mónaco                                          | 28 de mayo de 1993       | Admisión: RCS 829 y RAG 47/231. |
| Mongolia | Mongolia                                        | 27 de octubre de 1961    | Admisión: RCS 166 y RAG 1630. |
| Montenegro | Montenegro                                      | 28 de junio de 2006      | Miembro anterior: Yugoslavia. Admisión: RCS 1691 y RAG 60/264. |
| Mozambique | Mozambique                                      | 16 de septiembre de 1975 | Admisión: RCS 374 y RAG 3365. |
| Namibia | Namibia                                         | 23 de abril de 1990      | Admisión: RCS 652 y RAG S-18/1. |
| Nauru | Nauru                                           | 14 de septiembre de 1999 | Admisión: RCS 1249 y RAG 54/2. |
| Nepal | Nepal                                           | 14 de diciembre de 1955  | Admisión: RCS 109 y RAG 995. |
| Nicaragua | Nicaragua                                       | 24 de octubre de 1945    | |
| Níger | Níger                                           | 20 de septiembre de 1960 | Admisión: RCS 148 y RAG 1482. |
| Nigeria | Nigeria                                         | 7 de octubre de 1960     | Admisión: RCS 160 y RAG 1492. |
| Noruega | Noruega                                         | 27 de noviembre de 1945  | |
| Nueva Zelanda | Nueva Zelandia                                  | 24 de octubre de 1945    | |
| Omán | Omán                                            | 7 de octubre de 1971     | Admisión: RCS 299 y RAG 2754. |
| Países Bajos | Países Bajos, Reino de los                      | 10 de diciembre de 1945  | |
| Pakistán | Pakistán                                        | 30 de septiembre de 1947 | Admisión: RCS 29 y RAG 108. |
| Palaos | Palau                                           | 15 de diciembre de 1994  | Admisión: RCS 963 y RAG 49/63. |
| Panamá | Panamá                                          | 13 de noviembre de 1945  | |
| Papúa Nueva Guinea | Papua Nueva Guinea                              | 10 de octubre de 1975    | Admisión: RCS 375 y RAG 3368. |
| Paraguay | Paraguay                                        | 24 de octubre de 1945    | |
| Perú | Perú                                            | 31 de octubre de 1945    | |
| Polonia | Polonia                                         | 24 de octubre de 1945    | |
| Portugal | Portugal                                        | 14 de diciembre de 1955  | Admisión: RCS 109 y RAG 995. |
| Reino Unido | Reino Unido de Gran Bretaña e Irlanda del Norte | 24 de octubre de 1945    | |
| República Centroafricana | República Centroafricana                        | 20 de septiembre de 1960 | Admisión: RCS 154 y RAG 1488. |
| República Checa | Chequia                                         | 19 de enero de 1993      | Miembro anterior: Checoslovaquia. Admisión: RCS 801 y RAG 47/221. |
| República del Congo | Congo                                           | 20 de septiembre de 1960 | Admisión: RCS 152 y RAG 1486. |
| República Democrática del Congo | República Democrática del Congo                 | 20 de septiembre de 1960 | Admisión: RCS 142 y RAG 1480. |
| República Dominicana | República Dominicana                            | 24 de octubre de 1945    | |
| Ruanda | Rwanda                                          | 18 de septiembre de 1962 | Admisión: RCS 172 y RAG 1748. |
| Rumania | Rumanía                                         | 14 de diciembre de 1955  | Admisión: RCS 109 y RAG 995. |
| Rusia | Federación de Rusia                             | 24 de octubre de 1945    | Miembro anterior: Unión de Repúblicas Socialistas Soviéticas. |
| Samoa | Samoa                                           | 15 de diciembre de 1976  | Admisión: RCS 399 y RAG 31/104. |
| San Cristóbal y Nieves | Saint Kitts y Nevis                             | 23 de septiembre de 1983 | Admisión: RCS 537 y RAG 38/1. |
| San Marino | San Marino                                      | 2 de marzo de 1992       | Admisión: RCS 744 y RAG 46/231. |
| San Vicente y las Granadinas | San Vicente y las Granadinas                    | 16 de septiembre de 1980 | Admisión: RCS 464 y RAG 35/1. |
| Santa Lucía | Santa Lucía                                     | 18 de septiembre de 1979 | Admisión: RCS 453 y RAG 34/1. |
| Santo Tomé y Príncipe | Santo Tomé y Príncipe                           | 16 de septiembre de 1975 | Admisión: RCS 373 y RAG 3364. |
| Senegal | Senegal                                         | 28 de septiembre de 1960 | Admisión: RCS 139 y 158 (debido al colapso de la Federación de Mali) y la RAG 1490. |
| Serbia | Serbia                                          | 1 de noviembre de 2000   | Miembro anterior: Yugoslavia, República Federativa de Yugoslavia y Serbia y Montenegro. Admisión: RCS 1326 y RAG 55/12. |
| Seychelles | Seychelles                                      | 21 de septiembre de 1976 | Admisión: RCS 394 y RAG 31/1. |
| Sierra Leona | Sierra Leona                                    | 27 de septiembre de 1961 | Admisión: RCS 165 y RAG 1623. |
| Singapur | Singapur                                        | 21 de septiembre de 1965 | Miembro anterior: Malasia. Admisión: RCS 213 y RAG 2010. |
| Siria | República Árabe Siria                           | 24 de octubre de 1945    | Miembro anterior: República Árabe Unida. |
| Somalia | Somalia                                         | 20 de septiembre de 1960 | Admisión: RCS 141 y RAG 1479. |
| Sri Lanka | Sri Lanka                                       | 14 de diciembre de 1955  | Admisión: RCS 109 y RAG 995. |
| Suazilandia | Eswatini                                        | 24 de septiembre de 1968 | Admisión: RCS 257 y RAG 2376. |
| Sudáfrica | Sudáfrica                                       | 7 de noviembre de 1945   | |
| Sudán | Sudán                                           | 12 de noviembre de 1956  | Admisión: RCS 112 y RAG 1110. |
| Sudán del Sur | Sudán del Sur                                   | 14 de julio de 2011      | Admisión: RCS 1999 y RAG 65/308. |
| Suecia | Suecia                                          | 19 de noviembre de 1946  | Admisión: RCS 8 y RAG 34. |
| Suiza | Suiza                                           | 10 de septiembre de 2002 | Admisión: RCS 1426 y RAG 57/1. Es el único país que realizó un referéndum sobre solicitar la admisión a la ONU, en el que triunfó el sí con el 54.6 % de los votos. |
| Surinam | Suriname                                        | 4 de diciembre de 1975   | Admisión: RCS 382 y RAG 3413. |
| Tailandia | Tailandia                                       | 16 de diciembre de 1946  | Admisión: RCS 13 y RAG 101. |
| Tanzania | República Unida de Tanzanía                     | 14 de diciembre de 1961  | Miembro anterior: Tanganica y Zanzíbar. Ingreso de Tanganica aprobado por la RCS 170 y la RAG 1667; admisión de Zanzíbar (16 de diciembre de 1963) a través de la RCS 184 y la RAG 1975. |
| Tayikistán | Tayikistán                                      | 2 de marzo de 1992       | Miembro anterior: Unión de Repúblicas Socialistas Soviéticas. Admisión: RCS 738 y RAG 46/228. |
| Timor Oriental | Timor-Leste                                     | 27 de septiembre de 2002 | Admisión: RCS 1414 y RAG 57/3. |
| Togo | Togo                                            | 20 de septiembre de 1960 | Admisión: RCS 136 y RAG 1477. |
| Tonga | Tonga                                           | 14 de septiembre de 1999 | Admisión: RCS 1253 y RAG 54/3. |
| Trinidad y Tobago | Trinidad y Tobago                               | 18 de septiembre de 1962 | Admisión: RCS 175 y RAG 1751. |
| Túnez | Túnez                                           | 12 de noviembre de 1956  | Admisión: RCS 116 y RAG 1112. |
| Turkmenistán | Turkmenistán                                    | 2 de marzo de 1992       | Miembro anterior: Unión de Repúblicas Socialistas Soviéticas. Admisión: RCS 741 y RAG 46/229. |
| Turquía | Türkiye                                         | 24 de octubre de 1945    | Es el único país que ha recibido una invitación de admisión, aunque fue en la etapa de formación de la organización. |
| Tuvalu | Tuvalu                                          | 5 de septiembre de 2000  | Admisión: RCS 1290 y RAG 55/1. |
| Ucrania | Ucrania                                         | 24 de octubre de 1945    | Miembro anterior: República Socialista Soviética de Ucrania. Desde 1945 la Unión Soviética, con los votos de las repúblicas constituyentes de Bielorrusia y Ucrania, era el único país que efectivamente tenía tres asientos en las Naciones Unidas. El 24 de agosto de 1991 Ucrania declaró su independencia de la Unión Soviética. |
| Uganda | Uganda                                          | 25 de octubre de 1962    | Admisión: RCS 177 y RAG 1758. |
| Uruguay | Uruguay                                         | 18 de diciembre de 1945  | |
| Uzbekistán | Uzbekistán                                      | 2 de marzo de 1992       | Miembro anterior: Unión de Repúblicas Socialistas Soviéticas. Admisión: RCS 737 y RAG 46/226. |
| Vanuatu | Vanuatu                                         | 15 de septiembre de 1981 | Admisión: RCS 489 y RAG 36/1. |
| Venezuela | Venezuela, República Bolivariana de             | 15 de noviembre de 1945  | |
| Vietnam | Viet Nam                                        | 20 de septiembre de 1977 | Admisión: RCS 413 y RAG 32/2. La República de Vietnam (Vietnam del Sur) participó en varias agencias especializadas de la ONU, pero desde 1957 su solicitud de membresía plena era rechazada por el veto soviético. Durante la segunda guerra de Indochina tampoco pudo ingresar la República Democrática de Vietnam (Vietnam del Norte), pero la nueva república unificada (constituida el 2 de julio de 1976) pudo hacerlo bajo el nombre de «Viet Nam» en 1977. |
| Yemen | Yemen                                           | 30 de septiembre de 1947 | Miembro anterior: Yemen y Yemen Democrática. Ingreso de Yemen del Norte aprobado por la RCS 29 y la RAG 108; admisión de Yemen del Sur (14 de diciembre de 1967) a través de la RCS 243 y la RAG 2310. |
| Yibuti | Djibouti                                        | 20 de septiembre de 1977 | Admisión: RCS 412 y RAG 32/1. |
| Zambia | Zambia                                          | 1 de diciembre de 1964   | Admisión: RCS 197 y avalada por la Asamblea General sin pasarla a votación. |
| Zimbabue | Zimbabwe                                        | 25 de agosto de 1980     | Admisión: RCS 477 y RAG S-11/1. |
| 1. 2. 3. 4. 5. 6. 7. 8. 9. 10. 11. 12. 13. 14. 15. 16. 17. 18. 19. 20. 21. 22. 23. 24. 25. 26. 27. 28. 29. 30. 31. 32. 33. 34. 35. 36. 37. |                                                 |                          | |

## Miembros anteriores

### República Democrática Alemana

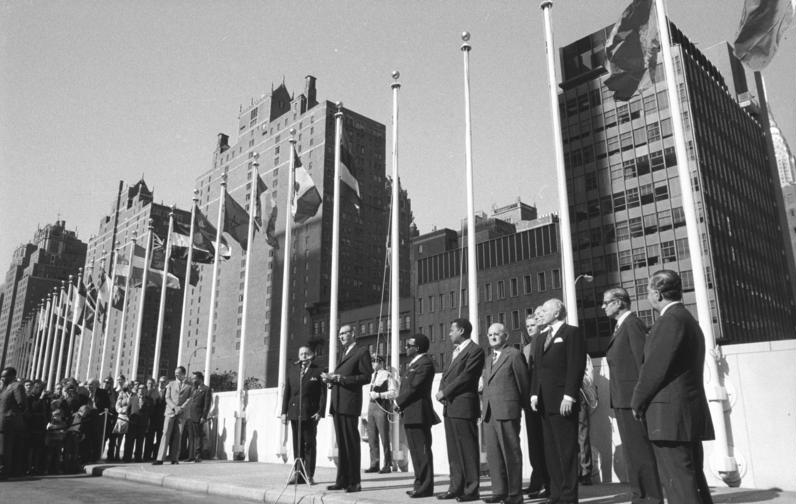
Ceremonia de izado de las banderas de la República Federal de Alemania y la República Democrática Alemana en la sede de la ONU en Nueva York el 18 de septiembre de 1973.

Tanto la República Democrática Alemana (RDA; coloquialmente, Alemania Oriental) como la República Federal de Alemania (RFA; Alemania Occidental) ingresaron en la ONU el 18 de septiembre de 1973. Luego la incorporación de los estados federales de Alemania Oriental en su país vecino, a partir del 3 de octubre de 1990 el territorio de la RDA se convirtió en parte integrante de la RFA, hoy conocida simplemente como Alemania. En consecuencia, la RFA sigue siendo miembro de la ONU, mientras que la RDA dejó de existir.

### Checoslovaquia
Checoslovaquia ingresó en la ONU el 24 de octubre de 1945, uno de los miembros originarios, pero su nombre cambió a «República Federal Checa y Eslovaca» el 20 de abril de 1990. Tras la inminente disolución, en una carta fechada el 10 de diciembre de 1992, su representante permanente informó a la Secretaría General que la República Federativa Checa y Eslovaca desaparecía el 31 de diciembre y que los Estados sucesores —la República Checa y Eslovaquia— solicitarían la membresía en la ONU por separado; ambos países fueron admitidos el 19 de enero de 1993. Ninguno conservó la condición de Estado sucesor de Checoslovaquia.

### República de China

#### Reconocimiento de la República Popular China como «única representante legítima de China»

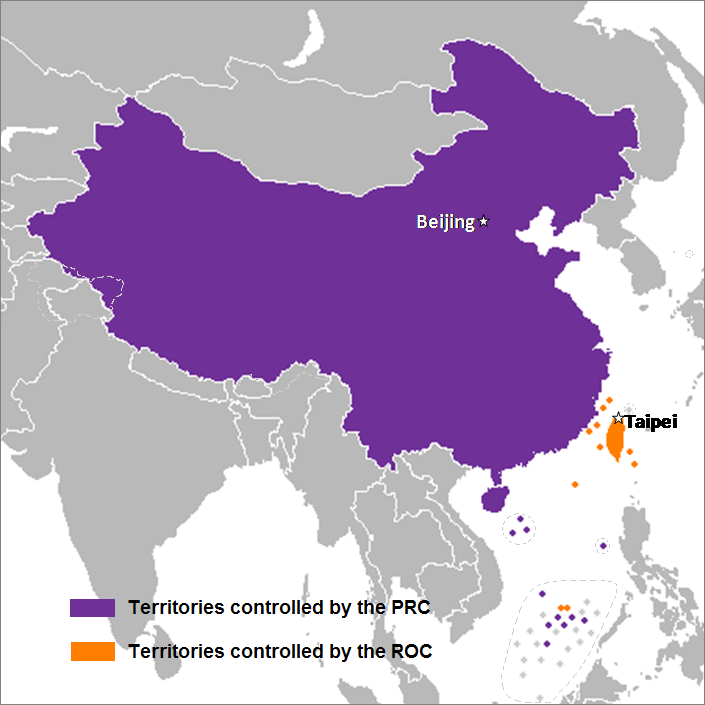
Áreas controladas por la República Popular China y la República de China.

La República de China, bajo el nombre «China», ingresó en la ONU el 24 de octubre de 1945, por lo que era uno de los miembros fundadores, y, según lo establecido en el artículo 23 de la Carta de las Naciones Unidas, se convirtió en uno de los cinco miembros permanentes del Consejo de Seguridad. En 1949, como resultado de la guerra civil, el Gobierno de la República de China (ROC), dirigido por el Kuomintang, perdió el control efectivo de la China continental y se trasladó a la isla de Taiwán. Mientras tanto, el 1 de octubre de 1949 los líderes del Partido Comunista tomaron el poder en Pekín y proclamaron la República Popular China (RPCh). El 18 de noviembre de ese año, la RPCh notificó a la Secretaría General sobre la creación del Gobierno Popular Central —máxima autoridad del Gobierno provisional de ese país hasta la formación de la Asamblea Popular Nacional en 1954—, que reclamó el asiento de China en la ONU; sin embargo, la ROC lo retuvo, pese a la reducida jurisdicción que conservó sobre 166 islas en el mar de la China Meridional —menos del 1 % de la superficie original— en comparación con los vastos territorios continentales en manos de la RPCh. Dado que ambas afirmaron ser la representante legítima de China, se discutieron propuestas para efectuar algún cambio en la misión diplomática permanente, pero fueron rechazadas en las siguientes dos décadas, ya que la ROC aún era reconocida como el Gobierno legítimo por una mayoría de los miembros de la ONU. También se rechazaron las propuestas de compromiso para permitir que ambas participasen en las reuniones, basándose en la política de «una sola China».
En la década de 1970 la RPCh tuvo más éxito en las relaciones diplomáticas internacionales y logró ser reconocida por otros países. El 25 de octubre de 1971, la vigésima primera vez que la Asamblea General debatió la admisión de la RPCh en la ONU, se adoptó la resolución 2758 en la que se reconoció que «los representantes del Gobierno de la República Popular de China  [sic] son los únicos representantes legales de China ante las Naciones Unidas, y que la República Popular de China es uno de los cinco miembros permanentes del Consejo de Seguridad», y se decidió «restituir a la República Popular de China todos de sus derechos y reconocer el representantes de su Gobierno como únicos representantes legítimos de China ante las Naciones Unidas, así como expulsar inmediatamente a los representantes de Chiang Kai-shek del puesto que ocupan ilegalmente en las Naciones Unidas y en todos los organismos con ella relacionados». Esto transfirió efectivamente la membresía de China en la ONU, incluido su puesto permanente en el Consejo de Seguridad, de la ROC a la RPCh, así como la expulsión de la primera.
Desde la perspectiva de ONU, la «República de China» no es un miembro anterior y ningún miembro fue expulsado en 1971, sino que se rechazaron las credenciales de una delegación china (la de Taipéi) y se aceptaron las de otra (la de Pekín). Además, la Secretaría General concluyó que la resolución 2758 consideraba a la ROC una provincia de la RPCh y decidió impedirle que fuese parte de los tratados depositados en el pasado.

#### Intentos para el reingreso de la República de China

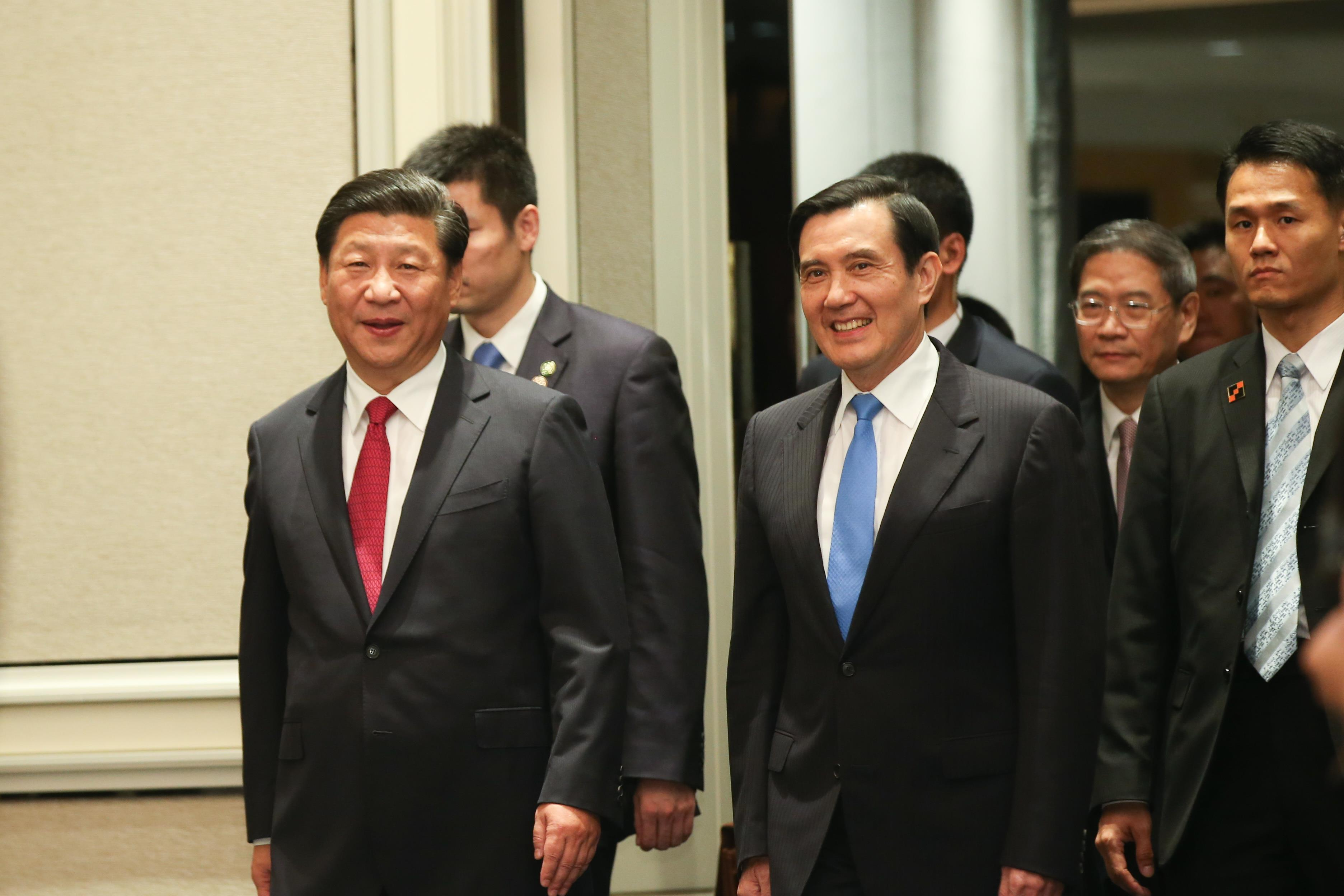
En 2015, Ma Ying-jeou y Xi Jinping protagonizaron la primera reunión entre los dos principales líderes políticos de ambos lados del estrecho de Taiwán desde el fin de la guerra civil china en 1949.

En 1993, la ROC comenzó una campaña para reincorporarse a las Naciones Unidas como miembro independiente de la delegación de la RPCh. Se consideraron varias opciones, como la solicitud de membresía en agencias especializadas, la condición de observador permanente, la membresía plena o la revocación de la resolución 2758 para devolverles el asiento de China en la ONU. Desde ese año hasta 2006, los Estados miembros presentaron un memorando a la Secretaría General solicitando que la Asamblea General considere permitir que la ROC reanude su participación. Se eligió esta opción, en lugar de una solicitud formal de membresía, ya que podía ser promulgada por la Asamblea General, mientras que una solicitud de ingreso necesita la aprobación del Consejo de Seguridad, donde la RPCh tiene derecho a veto. Las primeras propuestas recomendaron la admisión de la ROC con representación paralela sobre China, a la par de la RPCh, en espera de una posible reunificación, citando ejemplos de otros países divididos que se habían convertido en Estados miembros de la ONU, como Alemania Oriental y Occidental y Corea del Norte y del Sur. Las últimas propuestas enfatizaron que la ROC era un Estado separado, sobre el cual la RPCh no ejerce soberanía efectiva. Estas documentos se referían a la ROC bajo diversos nombres: «República de China en Taiwán» (en el proyecto en inglés aparece como Republic of China in Taiwan, 1993-1994; Republic of China on Taiwan, 1995-1997, 1999-2002), «República de China» (Republic of China, 1998), «República de China (Taiwán)» (Republic of China (Taiwan), 2003) y «Taiwán» (Taiwan, 2004-2006). No obstante, los catorce intentos no tuvieron éxito ya que el Comité General de la Asamblea General rehusó incluir el tema en la agenda de debate, influido por la férrea oposición de la RPCh.
Si bien estas propuestas eran vagas, al solicitar que la ROC se le permita participar en las actividades de las Naciones Unidas sin especificar ningún mecanismo legal, en 2007 el Gobierno de ese país presentó una solicitud formal con el nombre «Taiwán» para ser miembro de la ONU. Sin embargo, la petición fue denegada por la Oficina de Asuntos Jurídicos de las Naciones Unidas citando la resolución 2758, sin ser remitida al Consejo de Seguridad. El entonces secretario general Ban Ki-moon declaró que:

La posición de las Naciones Unidas es que la República Popular China representa a toda China como la única y legítima representante del Gobierno de China. La decisión hasta ahora sobre el deseo del pueblo en Taiwán de unirse a las Naciones Unidas se ha decidido sobre esa base. La resolución [2758 de la Asamblea General] que acaba de mencionar dice claramente que el Gobierno de China es el único y legítimo gobierno y la posición de las Naciones Unidas es que Taiwán es parte de China.

Aplicación de la política de «una sola China» en el mundo:
República Popular China (RPCh)
República de China (ROC)
Países que reconocen a la RPCh como la «única representante legítima de China»
Países que reconocen a la ROC como la «única representante legítima de China»
Países que reconocen a la RPCh como la «única representante legítima de China», pero mantienen relaciones diplomáticas informales con la ROC

En respuesta al rechazo de la solicitud, el Gobierno de la ROC declaró que su territorio no está ni ha estado bajo la jurisdicción de la RPCh y que, desde la resolución 2758, no se ha aclarado el tema de su representación en la ONU, lo que no impide su participación como una nación soberana e independiente. El entonces presidente taiwanés Chen Shui-bian criticó los comentarios de Ban y la decisión de devolver la solicitud sin enviarla al Consejo de Seguridad ni a la Asamblea General, ignorando el trámite estándar dispuesto en las Reglas de Procedimiento Provisional del Consejo de Seguridad (capítulo X regla 59). Por otra parte, el Gobierno de la RPCh —que ha declarado que Taiwán es parte de China y se opone firmemente a la solicitud de las autoridades de ese país para reincorporarse, ya sea como Estado miembro u observador— elogió tal decisión porque «fue hecha de acuerdo con la Carta de la ONU y la resolución 2758 de la Asamblea General y mostró la adhesión universal de la ONU y sus Estados miembros al principio de una sola China». En agosto de 2007, un grupo de Estados miembros presentó un proyecto de resolución para la Asamblea General pidiendo al Consejo de Seguridad que considerase la solicitud.
Al año siguiente, fracasaron en la ROC dos referéndum para apoyar los intentos del Gobierno por recuperar la participación en la ONU debido a la baja participación. En agosto de 2008, el Gobierno taiwanés adoptó una nueva estrategia y sus aliados presentaron un proyecto de resolución solicitando que se permita a la «República de China (Taiwán)» tener una «participación significativa» en las agencias especializadas de la ONU. Nuevamente, el tema no fue incluido en la agenda de la Asamblea General. En 2009, la ROC optó por no presentar el tema sobre su participación en las Naciones Unidas por primera vez desde que comenzó la campaña en 1993.
En mayo de 2009, la Organización Mundial de la Salud (OMS) invitó al Departamento de Salud de la República de China a asistir como observador a la 62.ª Asamblea Mundial de la Salud, bajo el nombre de «China Taipéi». Fue la primera participación de ese país en un evento organizado por una agencia afiliada a la ONU desde 1971, como resultado de la mejora de las relaciones a través del Estrecho luego de la llegada de Ma Ying-jeou a la presidencia un año antes. Más tarde, Ma afirmó que las leyes relacionadas con las relaciones internacionales no son aplicables a las relaciones entre la RPCh y la ROC, porque ambas son parte de un único Estado. El 7 de noviembre de 2015, Ma se reunió en Singapur con el presidente chino Xi Jinping, con el fin de respaldar el llamado «consenso de 1992»; se trató del primer encuentro de los dos principales líderes políticos de ambos lados del Estrecho, desde el término de la guerra civil china en 1949. En 2016, la RPCh interrumpió los contactos con el principal órgano de enlace de la ROC, debido a la negativa de la nueva mandataria taiwanesa, Tsai Ing-wen, a convenir con dicho consenso.
En 2019, la ROC era reconocida oficialmente por catorce Estados miembros de la ONU y la Santa Sede. Mantiene relaciones diplomáticas no oficiales con alrededor de sesenta naciones, entre ellas Estados Unidos y Japón.

### Federación Malaya
El 17 de septiembre de 1957, fue aprobada la admisión de la Federación Malaya en la ONU y, el 16 de septiembre de 1963, el Gobierno cambió su nombre a «Malasia», luego de la proclamación de un nuevo Estado que en ese momento agrupaba a Borneo Septentrional (hoy Sabah), Sarawak, Singapur y la propia Federación Malaya. Singapur se independizó el 9 de agosto de 1965 y se convirtió en miembro de la ONU el 21 de septiembre de ese año.

### República Árabe Unida

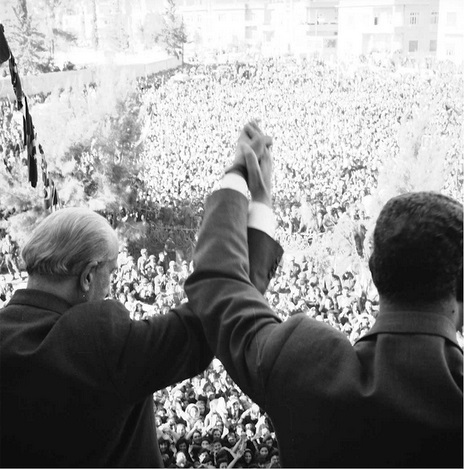
Shukri al-Kuwatli y Gamal Abdel Nasser estrechando las manos ante las multitudes en Damasco, días después de la fundación de la República Árabe Unida en 1958.

El 24 de octubre de 1945, tanto Egipto como Siria se unieron a la ONU, como miembros originarios. Tras un plebiscito el 21 de febrero de 1958, se creó la República Árabe Unida entre ambas naciones, que continuó como un solo Estado miembro. El 13 de octubre de 1961, Siria —después de haber recuperado su condición de Estado independiente— reanudó su membresía por separado en la ONU. Egipto continuó bajo el nombre de «República Árabe Unida», hasta que lo revirtió a «Egipto» el 2 de septiembre de 1971. Siria cambió su nombre a «República Árabe Siria» el 14 de septiembre de ese año.

### Unión de Repúblicas Socialistas Soviéticas

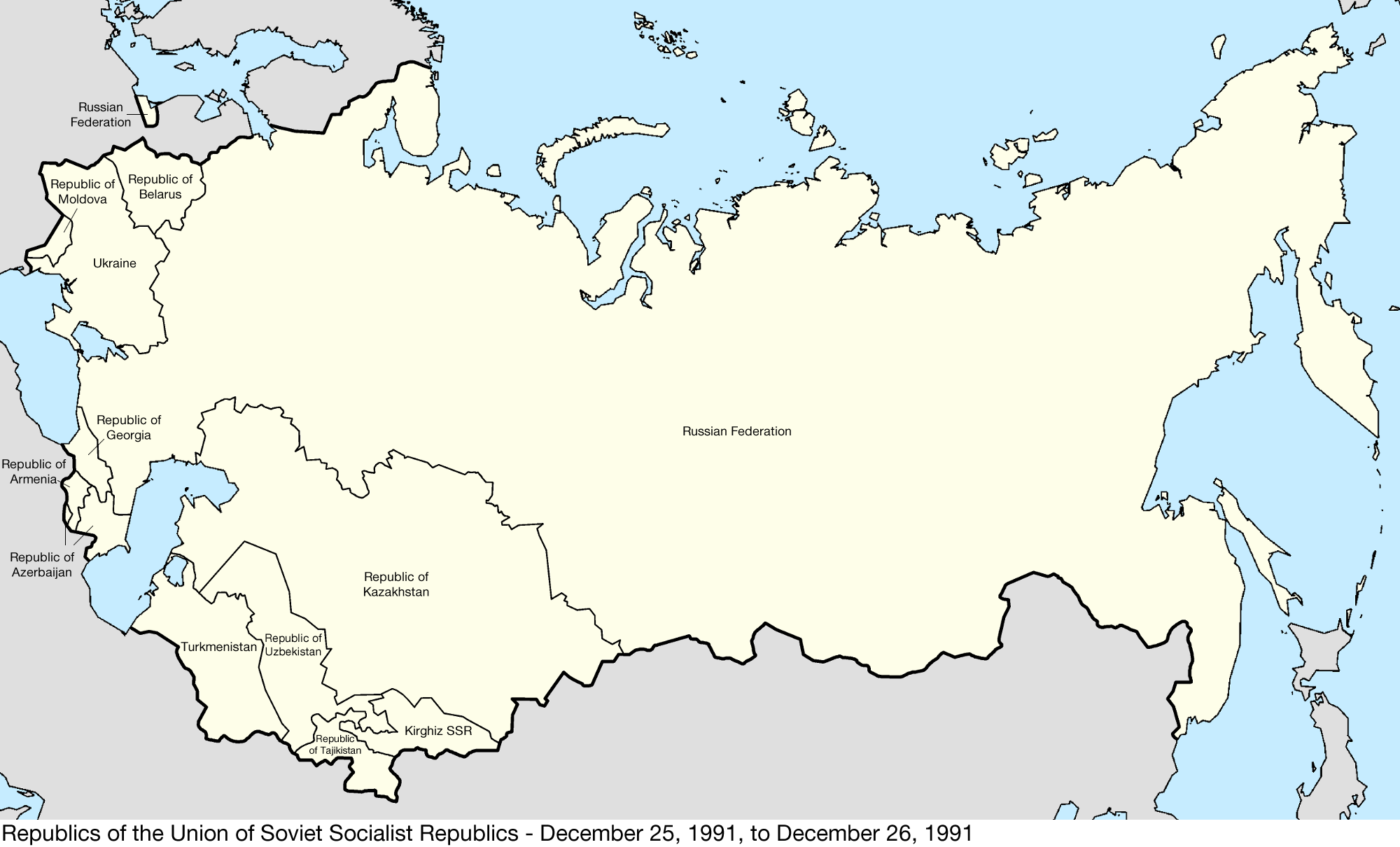
Posterior a la disolución de la Unión Soviética, se creó la Comunidad de Estados Independientes como organismo de cooperación entre las antiguas repúblicas constituyentes.

La Unión de Repúblicas Socialistas Soviéticas (URSS) ingresó en la ONU el 24 de octubre de 1945, por lo que fue uno de los miembros fundadores, y, según lo establecido en el artículo 23 de la Carta de las Naciones Unidas, se convirtió en uno de los cinco miembros permanentes del Consejo de Seguridad. Tras la inminente disolución, en una carta fechada el 24 de diciembre de 1991, el presidente ruso Borís Yeltsin informó a la Secretaría General que la membresía de la URSS en el Consejo de Seguridad y todos los demás organismos de la ONU continuaban con la Federación de Rusia, con el respaldo de los once miembros de la Comunidad de Estados Independientes. Asimismo, ingresaron en el organismo catorce Estados soberanos establecidos a partir de las antiguas repúblicas soviéticas:
- La República Socialista Soviética de Bielorrusia y la República Socialista Soviética de Ucrania se unieron a la ONU el 24 de octubre de 1945, acompañando la entidad federal a la que pertenecían; en consecuencia, la URSS fue el único Estado que efectivamente tuvo tres asientos en la ONU.[18] Ambas eran representadas por sus correspondientes ministros de Relaciones Exteriores hasta 1958, cuando se establecieron las misiones permanentes.[80] Después de declarar la independencia, el nuevo Gobierno ucraniano cambió su nombre a «Ucrania» el 24 de agosto de 1991, seguido el 19 de septiembre de ese año por el bielorruso, que informó que había modificado la designación oficial a «Belarús». El 1 de septiembre, ambos países notificaron a la Secretaría General que sus misiones permanentes durante la era soviética —lideradas en ese entonces por el ucraniano Hennadiy Udovenko y el bielorruso Hienadz Buraukin, respectivamente— seguirían representando a las nuevas repúblicas independientes.[81]
- Estonia, Letonia y Lituania ingresaron el 17 de septiembre de 1991, después de recuperar la independencia perdida en 1940.
- Armenia, Azerbaiyán, Kazajistán, Kirguistán, Moldavia, Tayikistán, Turkmenistán y Uzbekistán se unieron a la ONU el 2 de marzo de 1992.
- Georgia fue admitida el 31 de julio de 1992.

### Yemen Democrática
El Reino Mutawakkilita de Yemen, comúnmente denominado Yemen del Norte, ingresó en la ONU el 30 de septiembre de 1947 con la designación «Yemen». Yemen del Sur, oficialmente República Popular de Yemen del Sur, hizo lo propio el 14 de diciembre de 1967; modificó su nombre a «República Democrática Popular de Yemen» el 30 de noviembre de 1970 y, más tarde, a «Yemen Democrática». Ambos Estados se fusionaron el 22 de mayo de 1990 para formar la República de Yemen, que continuó como un único miembro bajo el nombre del primero, «Yemen».

### Yugoslavia

La República Federativa Socialista de Yugoslavia se desintegró en varios Estados a partir de principios de 1991. Para 2006, existían seis Estados miembros de la ONU en su territorio anterior. Kosovo declaró su independencia en 2008.

La República Federativa Socialista de Yugoslavia, bajo el nombre «Yugoslavia», se unió a la ONU el 24 de octubre de 1945, uno de los miembros originarios. Para 1992, se había hecho efectiva su disolución en cinco Estados independientes, los cuales posteriormente ingresaron en aquel organismo internacional:
- Bosnia y Herzegovina, Croacia y Eslovenia fueron admitidas en la ONU el 22 de mayo de 1992.
- Macedonia ingresó el 8 de abril de 1993, pero referida provisionalmente para todos los propósitos dentro de la ONU como «Antigua República Yugoslava de Macedonia», en espera de la solución del conflicto que había surgido sobre su nombre. El 13 de febrero de 2019, notificó a la Secretaría General que había cambiado oficialmente su nombre a «Macedonia del Norte»,[82] luego de un acuerdo firmado con Grecia que recibió el aval de la población macedonia.[83]
- La República Federativa de Yugoslavia (nombre que luego se cambió a «Serbia y Montenegro») fue admitida el 1 de noviembre de 2000.

Debido a la disputa sobre sus Estados legales sucesores, el nombre «Yugoslavia» —que se refería a la antigua República Federativa Socialista de Yugoslavia— permaneció en la lista oficial de Estados miembros durante muchos años después de su disolución efectiva. Tras la admisión de los cinco Estados arriba mencionados, «Yugoslavia» fue eliminada de dicha nomenclatura el 1 de noviembre de 2000.
El Gobierno de la República Federativa de Yugoslavia —establecido el 28 de abril de 1992 por las repúblicas yugoslavas de Montenegro y Serbia— se declaró a sí mismo como el Estado sucesor legal de la antigua República Federativa Socialista de Yugoslavia; sin embargo, en mayo de ese año se adoptó la resolución 757 del Consejo de Seguridad mediante la cual impuso sanciones internacionales al nuevo país, debido a su rol en las guerras yugoslavas, y señaló que «la reivindicación de la República Federativa de Yugoslavia (Serbia y Montenegro) de asumir automáticamente el lugar de la antigua República Federativa Socialista de Yugoslavia como miembro de las Naciones Unidas no ha tenido aceptación general». El 22 de septiembre de ese año, en respaldo de la resolución 777 del Consejo de Seguridad, la Asamblea General aprobó la resolución 47/1 por la cual consideró que «la República Federativa de Yugoslavia (Serbia y Montenegro) no puede asumir automáticamente el lugar de la antigua República Federativa Socialista de Yugoslavia en las Naciones Unidas» y, por lo tanto, «deberá solicitar su admisión como miembro de las Naciones Unidas y no participará en los trabajos de la Asamblea General». La República Federativa de Yugoslavia rechazó los términos de la resolución durante años, pero, luego de la destitución de su presidente Slobodan Milošević, solicitó la membresía e ingresó en la ONU el 1 de noviembre de 2000. El 4 de febrero de 2003, cambió su nombre a «Serbia y Montenegro», previa aprobación y promulgación de la Carta Constitucional de Serbia y Montenegro por la Asamblea de la República Federativa de Yugoslavia.
El 3 de junio de 2006, en cumplimiento de un referéndum celebrado el 21 de mayo de ese año, Montenegro declaró su independencia de la Unión Estatal de Serbia y Montenegro. En una carta fechada el mismo día, el presidente serbio Boris Tadić informó a la Secretaría General que el asiento de Serbia y Montenegro ante la ONU sería ocupado por Serbia, luego de la declaración de independencia montenegrina, de conformidad con la Carta Constitucional de esas naciones. La solicitud de admisión de Montenegro fue aprobada el 28 de junio.
Tras una guerra, el territorio de Kosovo —entonces provincia autónoma de la República Federativa de Yugoslavia— está desde el 10 de junio de 1999 bajo la administración interina de una misión de paz de la ONU. El 17 de febrero de 2008 declaró su independencia sin el reconocimiento de Serbia. La República de Kosovo no es miembro de las Naciones Unidas, pero participa en el Fondo Monetario Internacional y del Grupo del Banco Mundial, ambos organismos especializados en el sistema de las Naciones Unidas. En octubre de 2017, la República de Kosovo era reconocida oficialmente por 116 Estados miembros de la ONU, entre ellos tres miembros permanentes del Consejo de Seguridad (Francia, los Estados Unidos y el Reino Unido); no obstante, a raíz del fallido Tratado de Bruselas de 2013, una intensa campaña serbia contra el Gobierno kosovar y un conflicto arancelario sobre importaciones serbias, para el 25 de abril de 2025 ocho Estados miembros han suspendido o retirado su reconocimiento de la independencia de Kosovo, disminuyendo a 108 de 193 (56 %) Estados miembros de la ONU. El 22 de julio de 2010, la Corte Internacional de Justicia —principal órgano judicial de las Naciones Unidas— emitió una opinión consultiva en la que dictaminó que la declaración de independencia de Kosovo no violaba el derecho internacional, porque sus autores, «representantes del pueblo de Kosovo», no estaban sujetos a las Instituciones Provisionales de Autogobierno de Kosovo —promulgadas por la Misión de Administración Provisional de las Naciones Unidas en Kosovo— o la resolución 1244 del Consejo de Seguridad, dirigida únicamente a los Estados miembros y al sistema de las Naciones Unidas.

### Zanzíbar
Tanganica ingresó en la ONU el 14 de diciembre de 1961 y Zanzíbar el 16 de diciembre de 1963. El 26 de abril de 1964, luego de la ratificación del tratado de unión entre Tanganica y Zanzíbar, ambos Estados se fusionaron en uno solo para formar la «República Unida de Tanganica y Zanzíbar», que cambió a la «República Unida de Tanzanía» el 1 de noviembre de ese año.

## Suspensión y expulsión de Estados miembros
El artículo 5 de la Carta de las Naciones Unidas indica que para el procedimiento de suspensión:

Todo miembro de las Naciones Unidas que haya sido objeto de acción preventiva o coercitiva por parte del Consejo de Seguridad podrá ser suspendido por la Asamblea General, a recomendación del Consejo de Seguridad, del ejercicio de los derechos y privilegios inherentes a su calidad de miembro. El ejercicio de tales derechos y privilegios podrá ser restituido por el Consejo de Seguridad.

Para el caso de una expulsión, el artículo 6 dice:

Todo miembro de las Naciones Unidas que haya violado repetidamente los principios contenidos en esta Carta podrá ser expulsado de la organización por la Asamblea General a recomendación del Consejo de Seguridad.

Desde su fundación, ningún Estado miembro ha sido suspendido o expulsado de la ONU por la aplicación de los artículos 5 o 6. Sin embargo, en algunos casos, hubo suspensiones o expulsiones de la participación en actividades por medios distintos a dichos artículos:
- El 25 de octubre de 1971, la Asamblea General adoptó la resolución 2758 que reconoció a la República Popular China en lugar de a la República de China —que desde 1949 controla 166 islas en el mar de la China Meridional— como la representante legítima de China en las Naciones Unidas y expulsó a la segunda en 1971.[54] Este acto no constituyó la expulsión de un Estado miembro en virtud del artículo 6, ya que esto habría requerido la aprobación del Consejo de Seguridad y hubiese sido vetado por sus miembros permanentes, que incluían a la propia República de China y los Estados Unidos, que en ese tiempo aún reconocía a los representantes de Taipéi.[109]
- En octubre de 1974, el Consejo de Seguridad examinó un proyecto de resolución que habría recomendado que la Asamblea General expulsara inmediatamente a Sudáfrica, de conformidad con el artículo 6 de la Carta de las Naciones Unidas, debido a sus políticas de segregación racial (apartheid). Sin embargo, la resolución no fue adoptada debido a los vetos de tres miembros permanentes del Consejo de Seguridad: Francia, Estados Unidos y Reino Unido. En respuesta, el 12 de noviembre de ese año la Asamblea General decidió suspender la participación de ese país en los trabajos del 29.º período de sesiones; sin embargo, Sudáfrica no fue suspendida formalmente en virtud del artículo 5.[110] Esta situación duró hasta el 23 de junio de 1994, cuando la Asamblea General dio luz verde a su participación plena, luego de las primeras elecciones democráticas celebradas ese mismo año, en las que ganó Nelson Mandela.[111]
- El 28 de abril de 1992, las repúblicas de Serbia y Montenegro, que anteriormente habían formado parte de la antigua República Federativa Socialista de Yugoslavia, constituyeron la República Federativa de Yugoslavia. El 22 de septiembre de ese año, la Asamblea General adoptó la resolución 47/1 mediante la cual consideró que «la República Federativa de Yugoslavia (Serbia y Montenegro) no puede asumir automáticamente el lugar de la antigua República Federativa Socialista de Yugoslavia en las Naciones Unidas» y, por lo tanto, «deberá solicitar su admisión como miembro de las Naciones Unidas y no participará en los trabajos de la Asamblea General».[89] El Gobierno de ese país no solicitó la admisión hasta la destitución del presidente Slobodan Milošević; la petición fue aprobada el 1 de noviembre de 2000.[91]
- En octubre de 2005, el Gobierno israelí pidió que Irán fuese expulsado porque había «violado persistentemente» los principios de la Carta de la Naciones debido los discursos del entonces presidente iraní Mahmud Ahmadineyad en los que amenazaba con «borrar del mapa» a Israel, por lo que, a juicio de ellos, se cumplían los criterios de expulsión definidos en el artículo 6;[112] el Consejo de Seguridad se limitó a un comunicado de prensa condenando los comentarios de Ahmadineyad y recordando que «todos los miembros se han comprometido a abstenerse de la amenaza o el uso de la fuerza contra la integridad territorial o la independencia política de cualquier Estado».[113] Los defensores de Irán argumentaron que Ahmadineyad no había dicho eso y que había sido malinterpretado por los traductores.[114]

## Retiro temporal de Indonesia

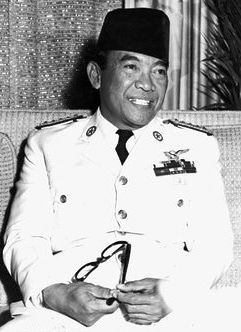
La decisión del presidente indonesio Sukarno en 1965 es el único caso de un retiro de membresía plena en la historia de la ONU. Indonesia se reincorporó al año siguiente.

En la historia de la ONU, solamente un Estado miembro se ha retirado unilateralmente, excluyendo aquellos que se disolvieron o fusionaron con otros. Envuelto en la confrontación indonesio-malaya y como respuesta a la elección de Malasia como miembro no permanente del Consejo de Seguridad, el 20 de enero de 1965 el Gobierno indonesio envió una carta a la Secretaría General informando que había decidido, «en esta etapa y en las circunstancias actuales», retirarse de la ONU. Sin embargo, tras el derrocamiento del presidente Sukarno, las nuevas autoridades enviaron un telegrama del 19 de septiembre de 1966 notificando la decisión «de reanudar la plena cooperación con las Naciones Unidas y continuar la participación en sus actividades a partir del vigésimo primer período de sesiones de la Asamblea General». El 28 de septiembre de ese año, la Asamblea General deliberó el comunicado del Gobierno de Indonesia y, al no haber objeción, el presidente de ese organismo invitó a los representantes de ese país a ocupar su puesto en ella.
A diferencia de la suspensión y la expulsión, en la Carta de las Naciones Unidas no se estipula expresamente si un Estado miembro puede retirarse o no —en gran medida, para evitar que la amenaza de salida se utilice como una forma de chantaje político o para evadir obligaciones estipuladas en ese tratado, similar a los abandonos que debilitaron a la predecesora de la ONU, la Sociedad de las Naciones— o sobre si una petición de readmisión por parte de un miembro retirado debería tratarse de la misma manera que una solicitud de membresía, es decir, que también se requiriese la aprobación del Consejo de Seguridad y la Asamblea General. El regreso de Indonesia sugiere que esto no es necesario; no obstante, los estudiosos han argumentado que, en este caso en particular, las acciones tomadas por la Asamblea General no se ajustaron a la Carta desde un punto de vista legal.

## Política de la silla vacía
- Entre 1956-1964, Francia practicó la llamada «política de la silla vacía» como forma de protesta en discusiones no favorables a los intereses de ese país, dado que el gobernante de turno, el general Charles de Gaulle, era muy reservado hacia la organización (a veces también se negaba a pagar parte de la contribución económica del Estado francés). Las razones fueron varias: oposición de la ONU a la expedición de Suez en 1956, expedientes con las colonias (Marruecos y Túnez, hasta su independencia en 1956, o Argelia, hasta 1962), el incidente de Bizerta en 1961 con el Gobierno tunecino, los ensayos nucleares franceses realizados en el Sahara hasta 1966 (luego en el Pacífico hasta 1996) y oposición a la operación de mantenimiento de la paz llevada a cabo de 1960 a 1964 en el antiguo Congo Belga.[118]
- La Unión Soviética también hizo uso de la «política de la silla vacía» en la ONU ante la negativa del Consejo de Seguridad de acreditar a los representantes de la República Popular China en lugar de la República de China. En 1950, tras la invasión de Corea del Sur por Corea del Norte, Estados Unidos logró aprobar la decisión de reconocer a Corea del Norte como agresor y el envío de tropas bajo la supervisión de la ONU. Tras reconocer este error táctico, la Unión Soviética asistió a todas las reuniones y dificultó la toma de decisiones durante treinta años (hasta el final de la Guerra Fría) con el uso de su derecho de veto.[119]

## Politización de las admisiones durante la Guerra Fría
El inicio de la Guerra Fría condujo casi inmediatamente a conflictos durante las discusiones de las solicitudes de admisión, porque Estados Unidos se negó a admitir a países de Europa Oriental, mientras que la Unión Soviética hizo lo mismo contra países de Europa Occidental. A partir de enero de 1946, Estados Unidos utilizó su «mayoría automática» en el Consejo de Seguridad para rechazar sin veto la solicitud de Albania. Por su parte, la Unión Soviética vetó las solicitudes de Irlanda y Portugal; también vetó las solicitudes de Jordania y Ceilán, con el pretexto de que no creía que fueran lo suficientemente independientes del Reino Unido.
A partir de septiembre de 1949, la Unión Soviética comenzó a vetar también las solicitudes de algunos países neutrales, como Nepal, y declaró que no los admitiría hasta que sus solicitantes preferidos también lo fueran. Tanto Estados Unidos como la Unión Soviética declararon que estaban dispuestos a admitir a los solicitantes preferidos de cada uno, pero Estados Unidos exigió que se votara primero a los solicitantes de Europa Occidental, mientras que la Unión Soviética demandó lo mismo para los de Europa Oriental. Ambas superpotencias se negaron a permitir que se votara a varios solicitantes simultáneamente.
El impasse se prolongó hasta que la muerte de Stalin provocó un breve deshielo en la Guerra Fría. Para entonces, se habían bloqueado dieciocho solicitudes y las superpotencias declararon que ya no se opondrían a una votación simultánea. El veto a Mongolia por la República de China (su único veto en su participación en el Consejo de Seguridad) retrasó los procedimientos un día; la Unión Soviética ofreció excluir a Mongolia de la lista de dieciocho si también se excluía a Japón (en un principio, los soviéticos querían que Albania y Mongolia se discutieran primero, por el orden en que se presentaron). Estados Unidos se abstuvo de la oferta. El 14 de diciembre de 1955, en lo que se describió ampliamente como un «acuerdo global» (package deal), ofrecido por el neozelandés Leslie Munro —entonces presidente del Consejo de Seguridad—, fueron admitidos simultáneamente en las Naciones Unidas los dieciséis países restantes (Albania, Austria, Bulgaria, Camboya, Ceilán, España, Finlandia, Hungría, Irlanda, Italia, Jordania, Laos, Libia, Nepal, Portugal y Rumania).

## Observadores permanentes y casos especiales

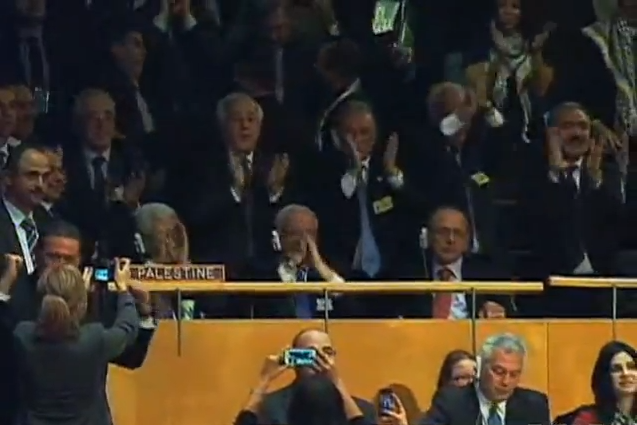
La delegación palestina celebrando la aprobación de la resolución 67/19 del 29 de noviembre de 2012, por la que otorga al Estado de Palestina la condición de observador permanente no miembro en la Asamblea General. Comparte esa categoría con la Santa Sede.

Además de los Estados miembros, hay dos observadores permanentes no miembros: la Santa Sede y el Estado de Palestina:
- La Santa Sede ejerce soberanía sobre el Estado de la Ciudad del Vaticano y mantiene relaciones diplomáticas con otros ciento ochenta Estados. Desde el 6 de abril de 1964 tiene el estatus de observador permanente[128] y el 1 de julio de 2004 obtuvo los derechos de membresía plena, excepto el voto.[129]
- El 22 de noviembre de 1974 se otorgó a la Organización de Liberación de Palestina la condición de observadora como «entidad no miembro».[130] Al reconocer la proclamación del Estado de Palestina por el Consejo Nacional Palestino el 15 de noviembre de 1988, la Asamblea General decidió que, a partir del 15 de diciembre de ese año, la designación «Palestina» deberá utilizarse en lugar de «Organización de Liberación de Palestina» en el sistema de las Naciones Unidas.[131] El 23 de septiembre de 2011, el presidente de la Autoridad Nacional Palestina, Mahmud Abás, presentó una solicitud de membresía para el Estado de Palestina ante el secretario general Ban Ki-moon;[132][133] no ha sido votada por el Consejo de Seguridad. El 31 de octubre de ese año, la Asamblea General de la Organización de las Naciones Unidas para la Educación, la Ciencia y la Cultura (Unesco) aprobó el ingreso de Palestina como miembro, convirtiéndose en la primera agencia en admitirla como miembro de pleno derecho.[134] El 29 de noviembre de 2012, el Estado de Palestina fue reconocido como «Estado no miembro» cuando la Asamblea General aprobó la resolución 67/19 por 138 votos, 9 en contra y 41 abstenciones.[135][136][137] El periódico londinense The Independent describió el cambio de condición como un «reconocimiento de facto del Estado soberano de Palestina».[138] El 17 de diciembre de ese año, el jefe de Protocolo de la ONU, Yeocheol Yoon, decidió que «la designación “Estado de Palestina” será utilizada por la Secretaría en todos los documentos oficiales de las Naciones Unidas».[127] El 10 de mayo de 2024, la Asamblea General de las Naciones Unidas aprobó por mayoría (143 votos a favor, 9 en contra y 25 abstenciones) una resolución que instaba al Consejo de Seguridad a que «considerara favorablemente» la solicitud de admisión de Palestina. También le concedía derechos adicionales como Estado observador, como el de sentarse en la Asamblea General junto con otros Estados en orden alfabético en lugar de ocupar su actual asiento de observador en la parte posterior de la cámara. Sin embargo, la resolución también establecía que «el Estado de Palestina, en su calidad de Estado observador, no tiene derecho a votar en la Asamblea General ni a presentar su candidatura a los órganos de las Naciones Unidas».[139][140]

El 10 de septiembre de 2015, la Asamblea General aprobó una resolución que permite a los Estados observadores izar su bandera en la sede de la ONU.

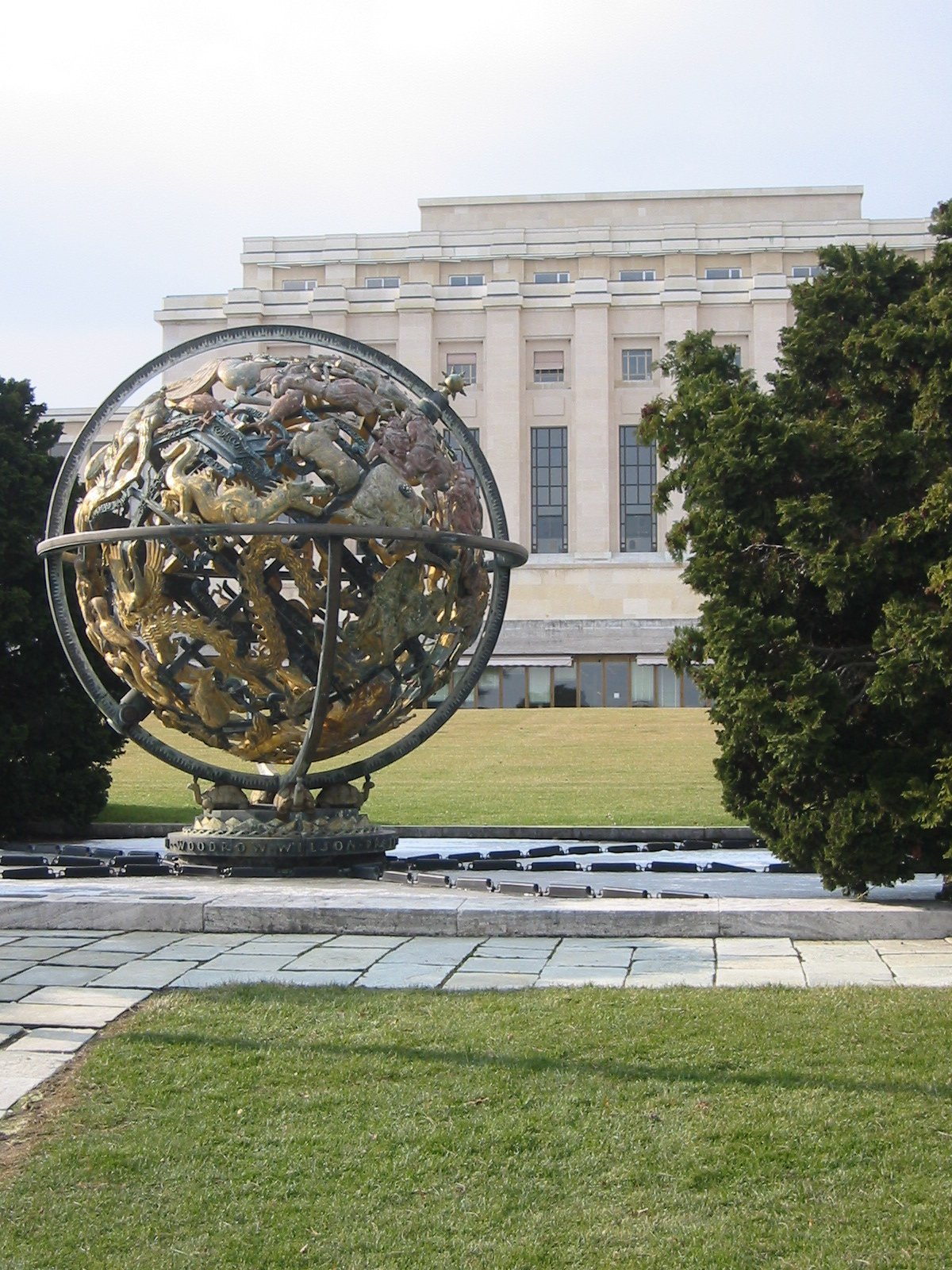
Desde principios del, Suiza ha permanecido neutral en los conflictos internacionales y en 2002 obtuvo el estatus de miembro de derecho pleno de la ONU. A pesar de esto, el Palacio de las Naciones (en fotografía) ha sido sede de la Oficina de las Naciones Unidas en Ginebra desde 1946 y anteriormente también fue la sede de la Sociedad de las Naciones.

Varios Estados también poseyeron la condición de observador permanente antes de ser admitidos como miembros de pleno derecho. Por ejemplo, el 30 de abril de 1976, Vietnam lo obtuvo después que las tropas comunistas invadieron Vietnam del Sur ese mismo año; el país ingresó en la ONU el 20 de septiembre de 1977. El caso más reciente es el de Suiza, cuya solicitud de admisión fue aprobada el 18 de septiembre de 2002, que había sido observador permanente desde 1948.
Asimismo, diversas entidades participan en la Asamblea General, con derechos limitados en comparación con los Estados soberanos. Tal es el caso de la Orden Soberana y Militar de Malta, un sujeto de derecho internacional reconocido por más de cien países, que tiene la condición de observadora en la ONU desde 1994. Una institución de la Unión Europea (UE), la Comisión Europea, recibió la misma condición en la Asamblea General a través de la resolución 3208 de 1974; el 10 de mayo de 2011, la resolución 65/276 le concedió derechos plenos en la Asamblea General, excluyendo el derecho a voto y presentar candidatos, lo que la convierte en la única entidad parte en más de cincuenta convenciones multilaterales y que ha participado como miembro de derecho pleno en todos los aspectos, excepto el voto, en varias conferencias de la ONU. El Tratado de Lisboa de 2009 permitió que los delegados fuesen acreditados directamente por la UE.
Las Islas Cook y Niue son Estados asociados de Nueva Zelanda, lo que les da un estatus político único. No son miembros de la ONU, pero participan en algunas de sus agencias especializadas, como la OMS y la Unesco, y tienen la «plena capacidad para celebrar tratados», reconocida por la Secretaría General en 1992 y 1994, respectivamente. Desde entonces, se han convertido en Estados parte de varios tratados internacionales, para los cuales la Secretaría General actúa como depositario, como la Convención Marco de las Naciones Unidas sobre el Cambio Climático y la Convención de las Naciones Unidas sobre el Derecho del Mar, y son tratados como Estados no miembros. Las Islas Cook y Niue han expresado su deseo de convertirse en miembros de derecho pleno, pero Nueva Zelanda asegura que no apoyará las solicitudes a menos que haya un cambio en la relación constitucional, en particular el derecho a la ciudadanía neozelandesa. En 2025, el primer ministro de las Islas Cook, Mark Brown, declaró que la ONU había confirmado que su país no cumplía los requisitos para ser miembro de la ONU.
De acuerdo con la resolución 1244 del Consejo de Seguridad y el diálogo en curso sobre el estatus político kosovar, la República de Kosovo no es miembro de las Naciones Unidas, a pesar de tener relaciones con la mitad de los Estados miembros. Forma parte del Fondo Monetario Internacional y del Banco Mundial y ha solicitado ser miembro de la Unesco, pero la petición fue rechazada en 2015.
El estatus político del Sahara Occidental está en disputa entre Marruecos y el Frente Polisario. Tras la retirada de España durante guerra del Sahara Occidental, la mayor parte del territorio permanece bajo el control de Marruecos desde 1976 —bajo el nombre de «Provincias Meridionales»—, mientras el resto —la «Zona Libre»— por la República Árabe Saharaui Democrática, proclamada por el Frente Polisario. El conflicto armado terminó en 1991 con un cese al fuego, supervisado por las fuerzas de una misión de paz de ONU, encargadas del mantenimiento de la paz en la zona y la organización de un referéndum sobre la independencia, en cumplimiento de la resolución 690 del Consejo de Seguridad. El Sahara Occidental es catalogado por las Naciones Unidas como un «territorio no autónomo».